# Spergularia canadensis
Spergulaire du Canada
Espèce
Spergularia canadensis, la spergulaire du Canada est une plante herbacée de la famille des Caryophyllaceae

## Liste des variétés
Selon Catalogue of Life (6 juin 2014) :
- sous-espèce Spergularia canadensis subsp. canadensis
- sous-espèce Spergularia canadensis subsp. occidentalis

Selon Tropicos (6 juin 2014) (Attention liste brute contenant possiblement des synonymes) :
- variété Spergularia canadensis var. canadensis
- variété Spergularia canadensis var. occidentalis R. Rossbach